# 베티노 크락시
베네데토 "베티노" 크락시(이탈리아어: Benedetto "Bettino" Craxi, 1934년 2월 24일 ~ 2000년 1월 19일)는 이탈리아의 정치인으로, 1983년부터 1987년까지 이탈리아의 총리를 지냈다. 이탈리아 사회당에서 배출한 첫 총리이며, 동시에 그가 이끌던 내각은 역대 공화국 내각 중에서 세 번째로 장수하였다. 이탈리아 제1공화국에서 가장 영향력 있었던 정치인 중 한 명으로 평가받으며, 또한 '지중해 좌파'의 선두주자로도 평가받는다. 1992년 마니 풀리테 운동이 시작되면서 불법 정치자금을 받았다는 혐의를 받자 튀니지로 망명하였으며 이탈리아 사법부는 그에게 징역형을 선고하였다. 그는 또한 친구였던 실비오 베를루스코니가 정·재계 영향력을 높이는 것을 도와주기도 하였다.

## 생애

### 어린 시절
크락시는 1934년 밀라노에서 태어났다. 아버지 비토리오 크락시는 시칠리아 출신의 변호사였고 어머니 마리아 페라리는 롬바르디아주 출신 가정 주부였다. 아버지의 반파시즘 성향 때문에 제2차 세계 대전 동안 집을 떠나 가톨릭 기숙학교로 보내졌다. 전쟁이 끝나고 가족과 재회해서 아버지가 일하던 코모로 이주했다. 1951년에는 이탈리아 사회당에 입당했다.

### 정치 경력
크락시는 밀라노 대학교에서 법학을 전공하면서 활발한 정치활동을 하였다. 1956년에는 사회당 밀라노 지부에 가입했고, 당내 조직인 사회주의 청년 연합의 지도자가 됐다. 같은 해 헝가리 혁명을 두고는 사회당이 소련 공산당과 관계를 단절하는 것을 반대했다.
1956년 어머니의 밀라노에서 약 30km 떨어진 소도시이지 어머니의 고향 마을인 산탄젤로 로디지아노(Sant'Angelo Lodigiano)의 시의원으로 당선되 처음으로 선출직을 맡았다. 1968년 이탈리아 총선에서 이탈리아 의회에 진출했다. 1970년 사회당의 부대표가 되어서 기독교민주당과 사회당, 기타 군소 중도좌파 정당들을 포함한 중도좌파 연정을 지지했다.

### 당대표
1976년 조기총선에서 이탈리아 공산당이 엔리코 베를링구에르의 지도하에 득표율이 7% 포인트 이상 증가하는 대승을 거두었지만, 사회당은 10% 밑으로 내려가며 참패했다. 조기선거를 야기한 디 마티노 대표가 사임하자, 당내 원로 세력들은 계파 싸움을 정리할 동안 잠깐 대표직을 맡을 인물로 크락시를 선택했다. 예상과 달리 그는 당대표로 장기 집권하며 자신의 정책을 실행했다.
크락시 밑에서 사회당은 공산당과 더욱 거리를 두며 기독교민주당과 연대를 강화했다. 권위주의적인 레닌주의를 비판하는 동시에 그는 사회 개혁을 지지했다. 1978년 알도 모로 납치 사건에서 모로의 석방을 위한 인도적인 해결책으로 모로와 스스로 교환될 수 있다고 밝혔지만, 그 전에 모로가 살해되었다. 같은 해 당의 로고를 낫과 망치에서 카네이션 혁명을 기념하는 카네이션으로 바꾸고, 기존의 로고는 작은 크기로 새 로고 밑에 집어넣었다.